# Seaward (rivière)
[[Fichier:|vignette]]
La rivière Seaward  (en anglais : Seaward River) est un cours d’eau de la région de Canterbury dans l’Île du Sud de la Nouvelle-Zélande.

## Géographie
Elle s’écoule vers le nord-est à partir de son origine dans le nord de la région de Canterbury au niveau de la chaîne dite de Puketeraki, atteignant le fleuve Hurunui à 35 km au sud-ouest de la ville de Culverden.